# Eduardo Arquimbau
Eduardo Manuel Arquimbau (Buenos Aires, 28 de noviembre de 1936) es un destacado bailarín y coreógrafo de tango argentino. 
Artísticamente también es conocido, por la pareja de baile que integra junto a Gloria Julia Barraud, comoː Gloria y Eduardo.
La pareja bailó junto a todas las grandes orquestas del tango como las de Canaro, D’Arienzo, Pugliese, Troilo, Mores y Sassone, entre otras.
Fueron figuras y coreógrafos de un número importante de programas de televisión como Grandes Valores del Tango y La Botica del Ángel o el programa en Canal 13 llamado Yo soy porteño.
La participación de Eduardo y Gloria en giras internacionales, como la de la orquesta de Francisco Canaro en Japón en 1861 y la del espectáculo musical Tango Argentino durante los años 80 y 90 los sitúa como un de los artistas claves en la propagación del tango a nivel mundial, junto con otros de gran renombre como Juan Carlos Copes y María Nieves.
Eduardo Arquimbau, junto a su pareja de baile Gloria, fueron declarados en 2006 Ciudadanos Ilustres de la Ciudad de Buenos Aires.

## Biografía

### Comienzos en los cines teatro
Desde sus comienzos, la carrera profesional de Eduardo Arquimbau estuvo ligada a la de su compañera de baile y esposa, Gloria Barraud, a la que conoció en una academia de baile del Barrio de Pompeya, cuna del tango argentino, a la que iban los dos para aprender zapateo americano, entre otros bailes.
En 1959 crean un ballet de folklore, español y otros bailes junto a otra pareja de bailarines, Pin y Zarita.
Eduardo y Gloria debutaron en el baile profesionalmente en el año 1960 en los espectáculos de música en vivo producidos en el cine Teatro Opera, entre película y película, llamados números vivos.
En ese mismo año, y en uno de esos números vivos producido en el cine Opera, el maestro Francisco Canaro los descubre y pasan a integrar sur Orquesta para su revista  musical en el Teatro Astral.

### Viaje a Japón, giras internacionales y apariciones en televisión
En 1961, viajan a Japón con la Orquesta de Francisco Canaro en una misión organizada por la chancillería y el presidente argentino de aquel entonces,  Arturo Frondizi, para promocionar la cultura argentina en el mundo. Aquel fue el primero de numerosos viajes al extranjero a lo largo de toda su carrera y con todas las orquestas de tango.
En 1962 Eduardo y su compañera Gloria participan como actores y bailarines en el programa de televisión Yo soy porteño de Canal 13, bajo la dirección de David Estivel.
En 1963 participan como actores, bailarines y coreógrafos en el programa de televisión Yo te canto Buenos Aires de Canal 11, con libro de Catulo Castillo y producción de Julio Jorge Nelson.
En 1966 intervienen como bailarines en el programa de televisión La familia Mores , con la actuación de toda la familia del Maestro Mores y la dirección de  David Estivel.
También, entre 1960 y 1967 intervienen en programas especiales de las cadenas Canal 7, Canal 9, Canal 11, Canal 13 y en espectáculos en los teatros Astral, Luna Park, Puente Alvear y Corrientes.
En 1967 Eduardo y Gloria viajan por América, sobre todo en Caracas, Puerto Rico, New York, Miami, San Antonio y México. Cabe destacar igualmente su actuación aquel año en el programa de televisión de The Ed Sullivan Show junto a una orquesta japonesa.
En 1969 intervienen como bailarines en un crucero turístico con show de tango El Tango en el Mar, junto a Roberto Goyeneche, Alba Solís , Paula Gales , Horacio Deval, la orquesta de Osvaldo Piro, entre otros.
En 1970 participan en uno de los programas más importantes de tango de la televisión Argentina; Grandes Valores del Tango, de Canal 9. Allí intervienen como bailarines y coreógrafos remplazando a Tito Luciardo, para más tarde crear su propio ballet a pedido del director del programa, Alejandro Romay.
En 1972 realizan un nuevo viaje a Japón, esta vez con la orquesta de Florindo Sassone. Esta nueva gira tuvo una duración de tres meses en las que realizaron espectáculos en los más importantes teatros del país en los que, entre otros, Gloria interpretaba un tema en idioma japonés, algo que fue muy apreciado por el público de aquel país.
En ese mismo año realizan un exitoso viaje a México en el que presentan un show junto a Hugo del Carril y con dirección de Jorge Dragone. La gira en México fue de tal éxito que fueron invitados a presentar su show en la Unión Soviética en 1973. El contrato para sus presentaciones en la Unión Soviética, previsto inicialmente para 45 días, fue prolongado por 6 meses, incluyendo presentaciones en los más importantes teatros y ciudades del país.
En aquella gira en la Unión Soviética Gloria y Eduardo llegaron a participar en una película : Eta vesyolaya planeta.
En 1974 vuelven a hacer una gira en Japón como bailarines de la Orquesta de las estrellas junto a Carlos García, Enrique Franchini y José Libertella, entre otros.
De aquella época cabe destacar igualmente el ballet de Tango y Folklore en el que Eduardo y Gloria dirigieron como coreógrafos y bailarines a artistas argentinos e internacionales de primer nivel, tales como : Rubén Juárez,  Virginia Luque, Roberto Goyeneche, Los cinco Latinos, María Martha Serra Lima, Charles Aznavur y Los Panchos, entre otros.

### Espectáculo Tango Argentino

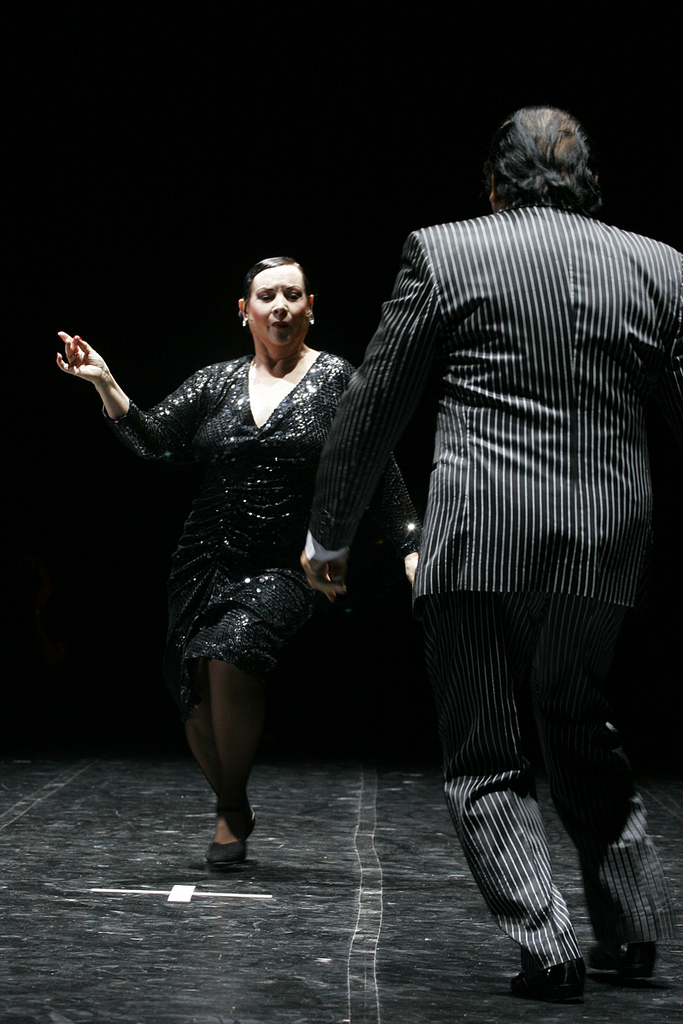
Gloria y Eduardo bailando el tema "Milongueando en el 40" (Pontier). La década dorada del tango. Presentación realizada en el Obelisco de Buenos Aires el 19 de febrero de 2011.

Si, par el Tango, Francisco Canaro dio relevancia a las orquestas en los años 1940, el espectáculo Tango Argentino creado y dirigido por Claudio Segovia y Héctor Orezzoli hizo lo propio con las parejas de baile, además de relanzar el género a nivel mundial. En el elenco de aquel espectáculo musical participaron Eduardo y Gloria como bailarines y coreógrafos del tema Milongueando en el 40, Milonguita y Quejas de bandoneón  entre 1984 y 1992 participando durante las giras en Francia, Alemania, Italia, Venezuela, Japón y EE. UU. (Los Ángeles, Chicago, San Francisco, New York, Miami, entre otras), así como en la presentación realizada en el Obelisco de Buenos Aires el 19 de febrero de 2011.
Eduardo bailo el tema Milongueando en el 40 desde la época de su espectáculo en el Teatro Astral junto a Armando Pontier y Hugo del Carril. Para el espectáculo de Tango Argentino realizaron la coreografía y  Libertella hizo la variación.

## Filmografía
- Eta vesyolaya planeta (1972) de Yury Saakov y Yuri Tsvetkov [5]
- Tangos: l'exil de Gardel (1985) de Fernando Solanas[9]
- Leyendas del Tango Danza (2014) de Daniel Tonelli y Marcelo Turrisi[9]
- Todo el mundo al Marabú (2019) de Daniel Tonelli y Marcelo Turrisi[9]
- Gloria y Eduardo, el abrazo eterno (2019) de Daniel Tonelli y Marcelo Turrisi[9]